# Tyskland i olympiska sommarspelen 1904
Tyskland deltog med 18 deltagare vid de olympiska sommarspelen 1904 i St. Louis. Totalt vann de tretton medaljer och slutade på andra plats i medaljligan.

## Medaljer

### Guld
- Emil Rausch - Simning, Män 880 yard frisim.
- Emil Rausch - Simning, Män 1 mile frisim.
- Walter Brack - Simning, Män 100 yard ryggsim.
- Georg Zacharias - Simning, Män 440 yard bröstsim.

### Silver
- Georg Hoffmann - Simhopp, 3 meterssvikt.
- Wilhelm Weber - Gymnastik, Mångkamp.
- Georg Hoffmann - Simning, Män 100 yard ryggsim.
- Walter Brack - Simning, Män 440 yard bröstsim.

### Brons
- Paul Weinstein - Friidrott, Höjdhopp.
- Alfred Braunschweiger - Simhopp, 3 meterssvikt.
- Wilhelm Weber - Gymnastik, Trekamp.
- Emil Rausch - Simning, Män 220 yard frisim.
- Georg Zacharias - Simning, Män 100 yard ryggsim.